# Gerard Höweler

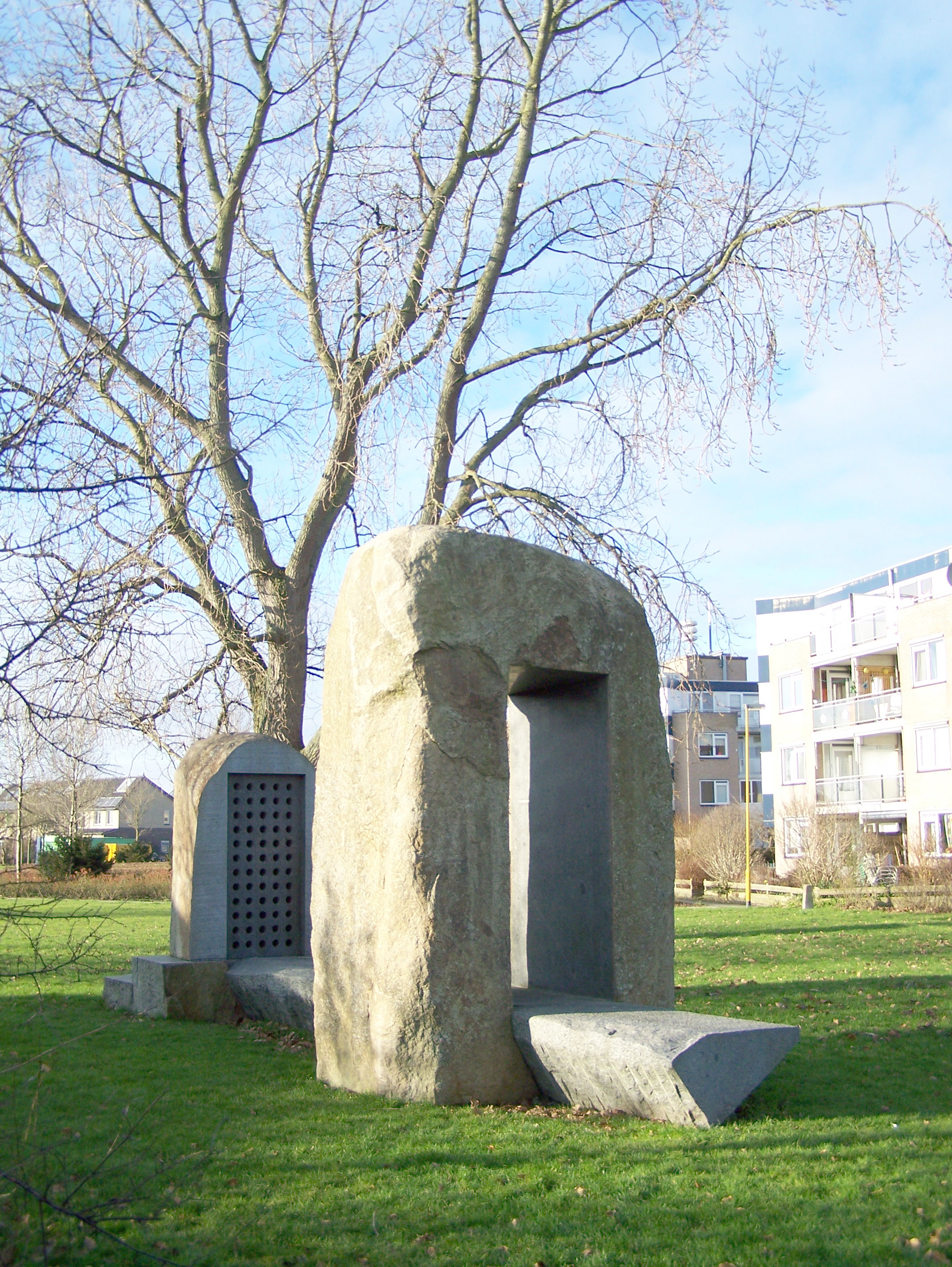
Granieten Poort (1999) in Heerhugowaard

Gerard Höweler (Bandjermasin, Borneo, 8 september 1940 – Amsterdam, 5 mei 2021) was een Nederlandse beeldhouwer.

## Leven en werk
Höweler was oud-leerling van het Incrementum, dépendance van Het Baarnsch Lyceum, in 1952 speciaal opgericht voor de prinsesjes Beatrix, Irene, Margriet en Christina. In het oprichtingsjaar begon Höweler, met klasgenote prinses Irene, aan zijn middelbare schoolopleiding. In 1959 slaagde hij voor zijn examen gymnasium-bèta.
Na een opleiding aan de Zeevaartschool Amsterdam (1959) en een loopbaan bij de wilde vaart, die hem uiteindelijk niet zou bevallen, koos hij voor de Rietveldacademie te Amsterdam. 
Van 1963 tot 1967 volgde Höweler een opleiding aan de Rietveld Academie in Amsterdam bij de beeldhouwer Carel Kneulman. In de jaren zeventig tot begin jaren negentig was hij docent aan onder meer Academie Minerva in Groningen en aan de Rietveld Academie in Amsterdam. Höweler exposeerde regelmatig op tentoonstellingen in binnen- en buitenland. Hij heeft een aanzienlijk aantal beelden in de openbare ruimte op zijn naam staan.
In 1992 nam Höweler als steenbeeldhouwer deel aan het Internationale Bildhauersymposium Steine an der Grenze in het Frans-Duitse grensgebied bij Merzig in de Duitse deelstaat Saarland. Andere symposia waar hij aan deelnam waren
in 1985 in Villány (Hongarije), 1in 1989 in Sendai (Japan), in 1990 in Cochin (India), in 1991 in Hagi (Japan), in 1995 in Nanao (Japan), 1999 in Flörsheim (Duitsland) en in 2007 en 2008 in Vietnam.
De kunstenaar woonde, werkte en stierf in Amsterdam.

## Steensculpturen (selectie)
- 1981 : Steensculptuur, Radbouthospitaal in Nijmegen (met Dirk Müller)
- 1982 : Steensculptuur, Rijksachief in Assen
- 1983 : Zwerfkeien met zitbanken, Hoge Dries in Apeldoorn
- 1984 : Groep waterstenen I, Dubbelsteijnpark in Dordrecht
- 1985 : Watersculptuur in Amsterdam
- 1986 : Wind en water in Zutphen
- 1986 : Groep waterstenen, Wilhelminapark in Utrecht
- 1986 : Circle, Penitentiaire Inrichting in Breda
- 1987 : In balance V in Middenbeemster
- 1987 : Lean against in Den Haag
- 1989 : Square passage in Amersfoort
- 1990 : Bridging, Eduard Douwes Dekkerhuis in Amsterdam
- 1993 : Dawning love in Zeist
- 1993 : Gate to the water in Breukelen
- 1994 : Line of sight in Hoogkarspel
- 1995 : Stapeling, Aanloophaven Westkade in Huizen
- 1996 : Square inside bij de watertoren in Laren
- 1999 : Granieten poort, buurtpark Butterhuizen in Heerhugowaard
- 2003 : Doordringend, Beeldenpark Zwijndrecht in Zwijndrecht
- 2019 : De Naald, bij het Baarnsch Lyceum in Baarn

## Fotogalerij

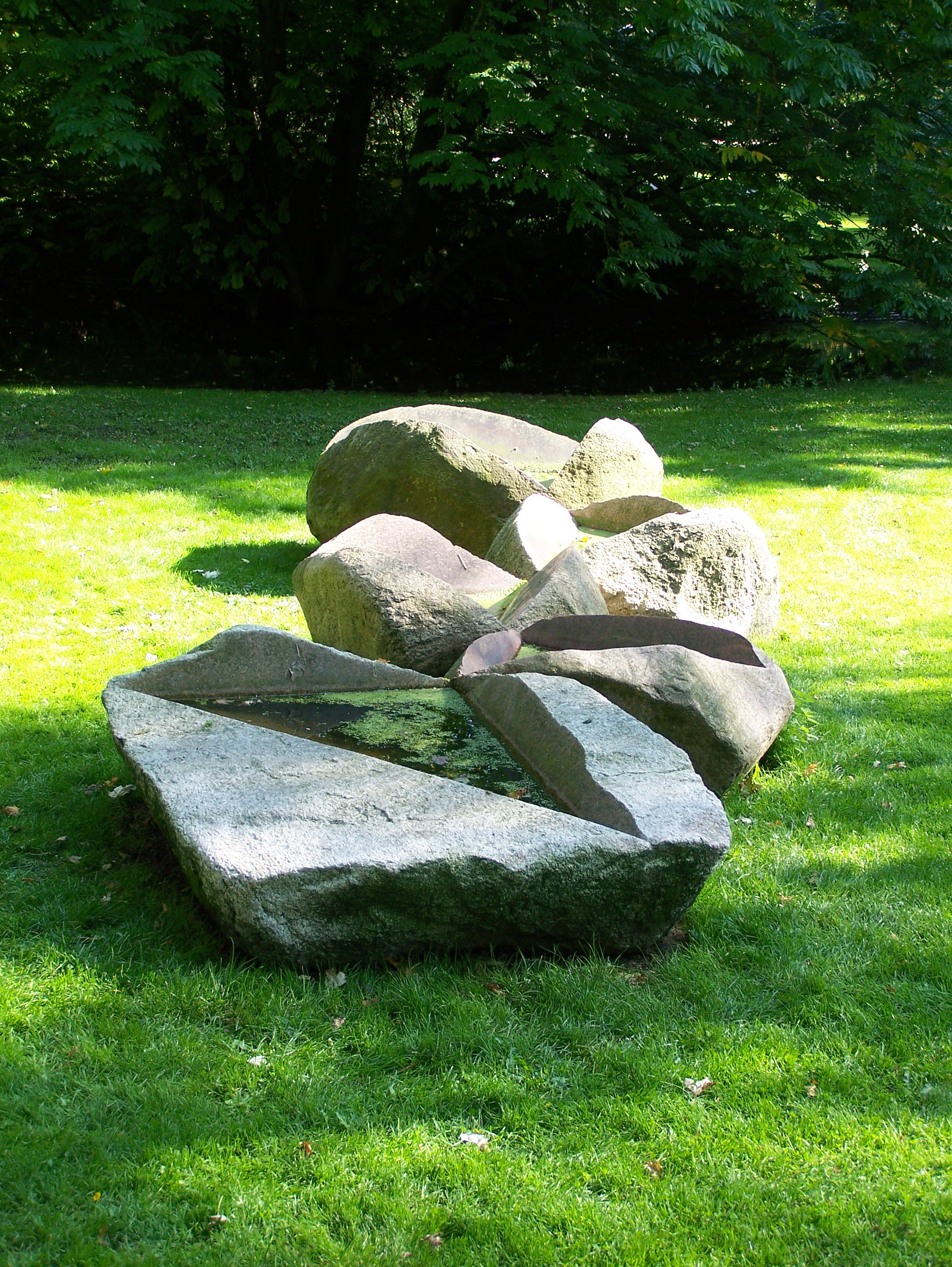
Waterstenen in het Wilhelminapark (Utrecht)
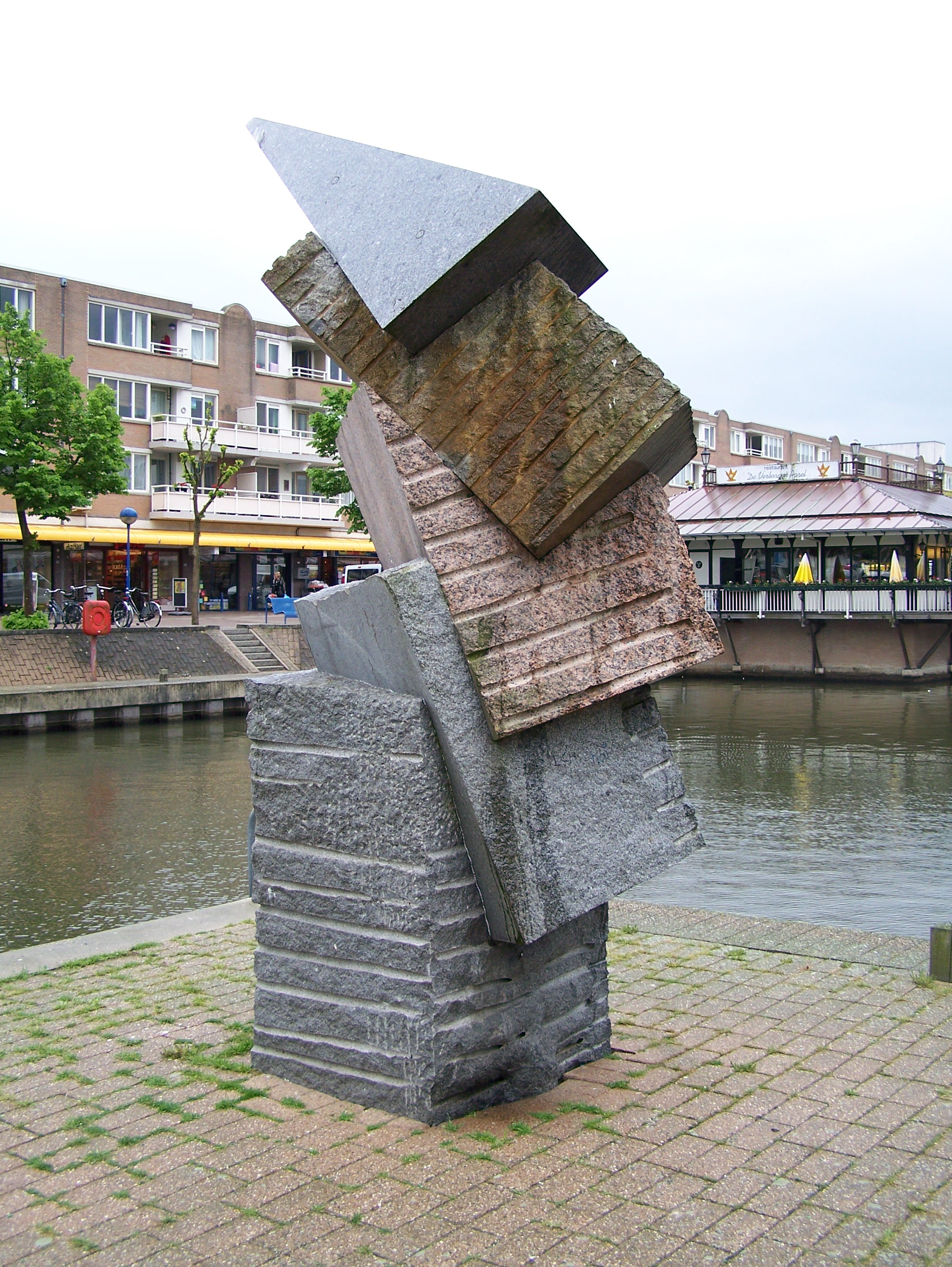
De Stapeling (Huizen)
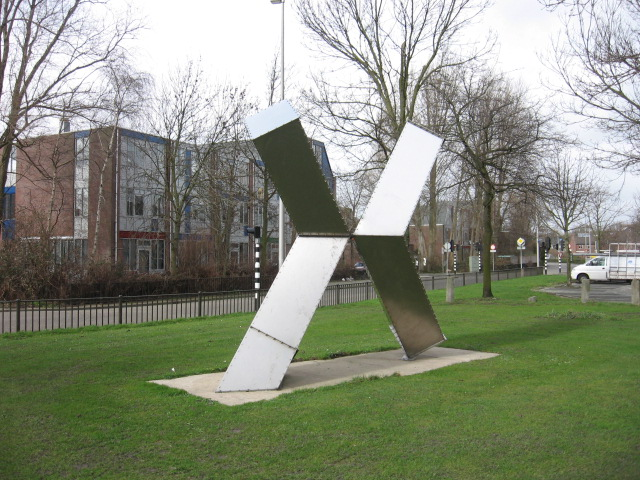
Kunstwerk in Tanthof Oost (Delft)
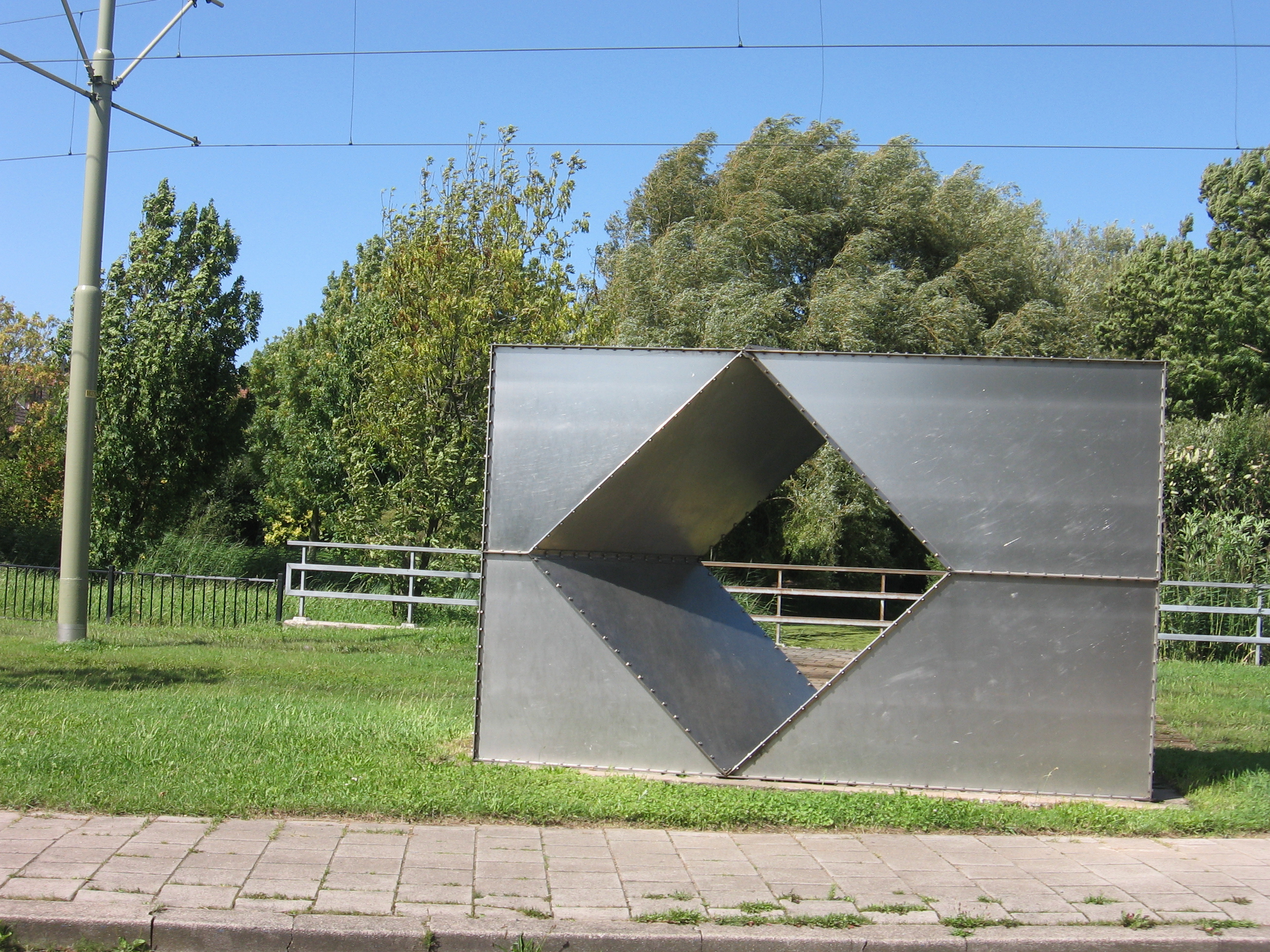
Kunstwerk in Tanthof West (Delft)
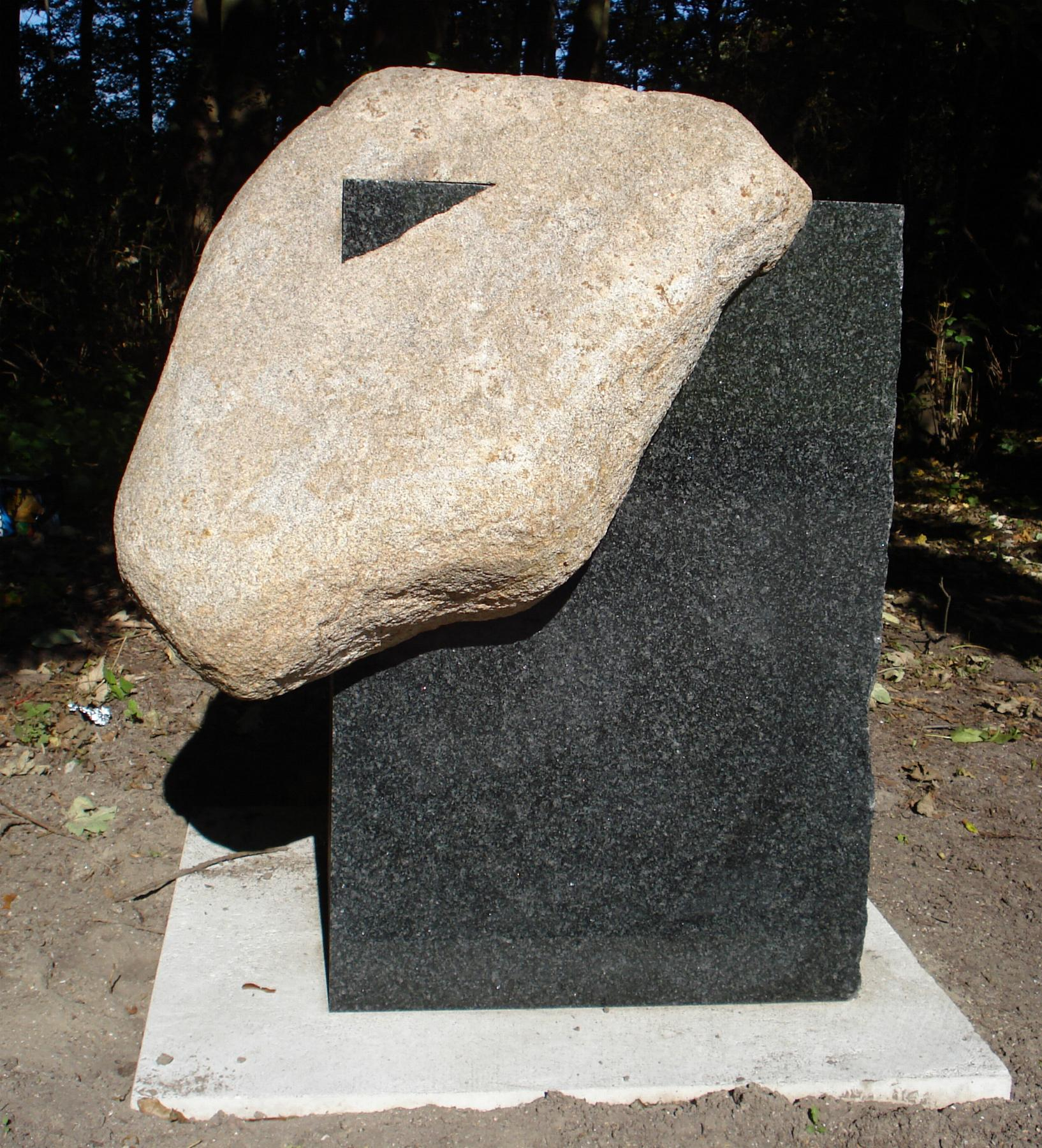
Doordringend (Zwijndrecht)
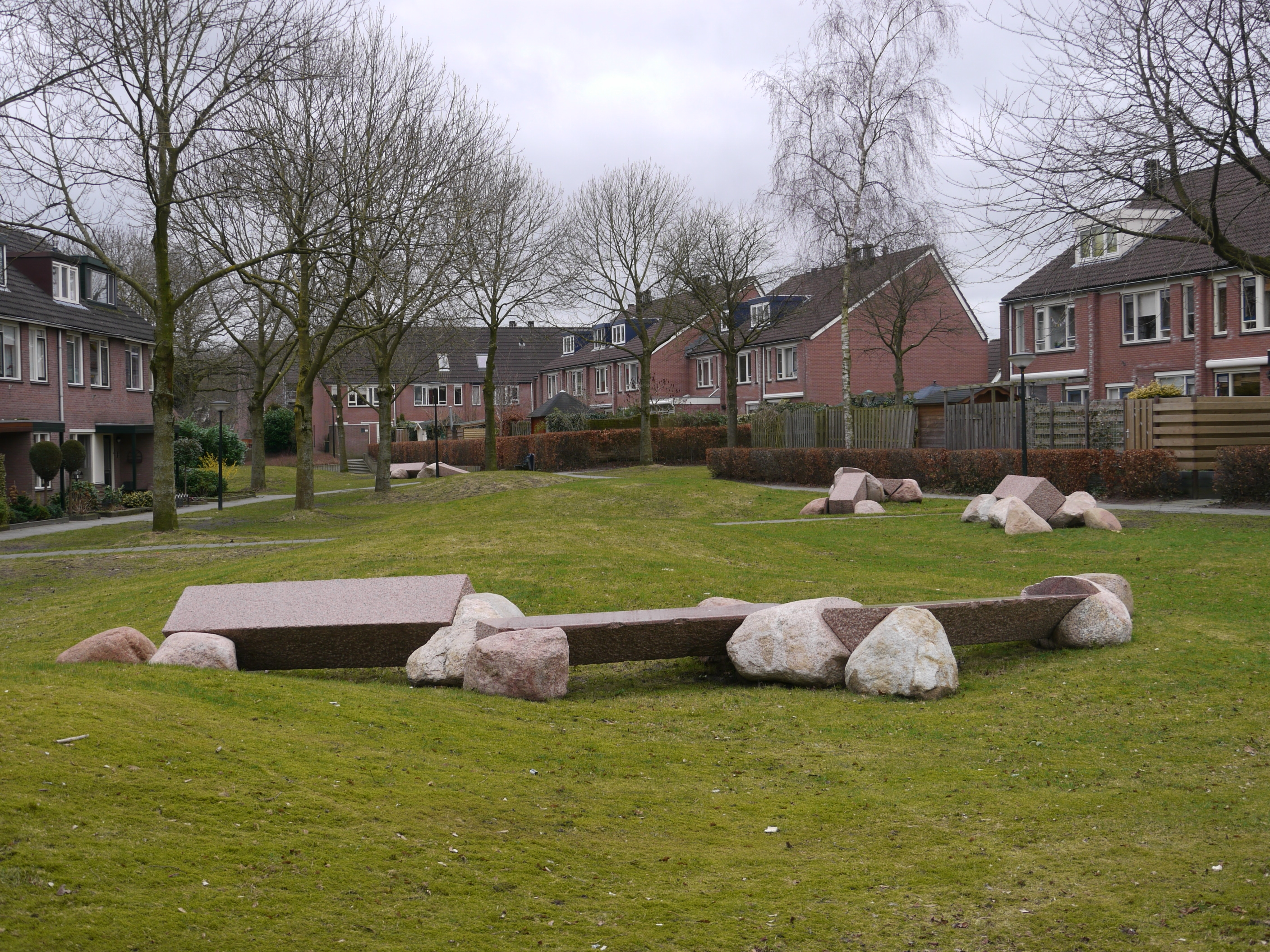
Zwerfkeien met zitbanken (Apeldoorn)
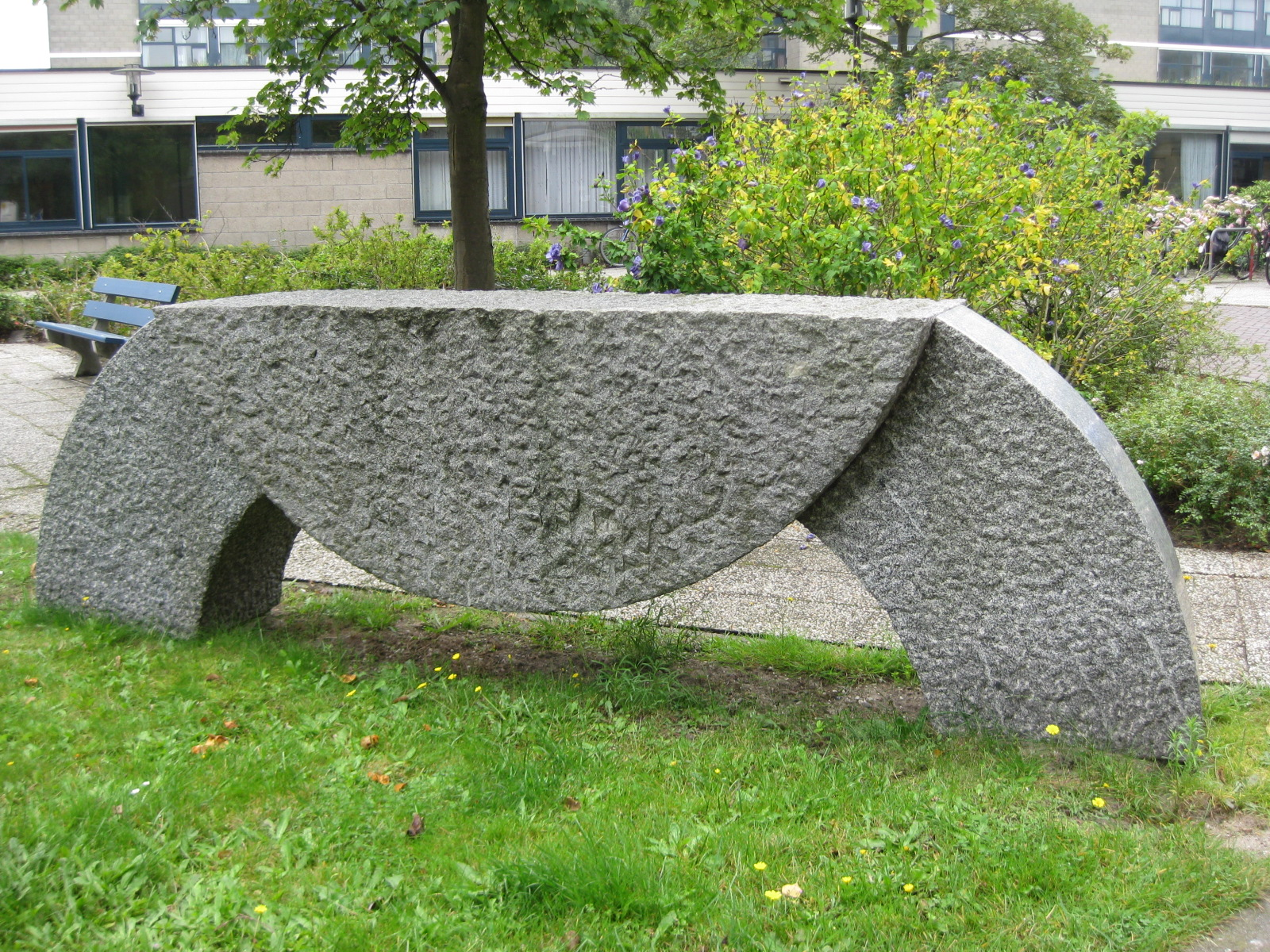
Bridging in Amsterdam-Noord
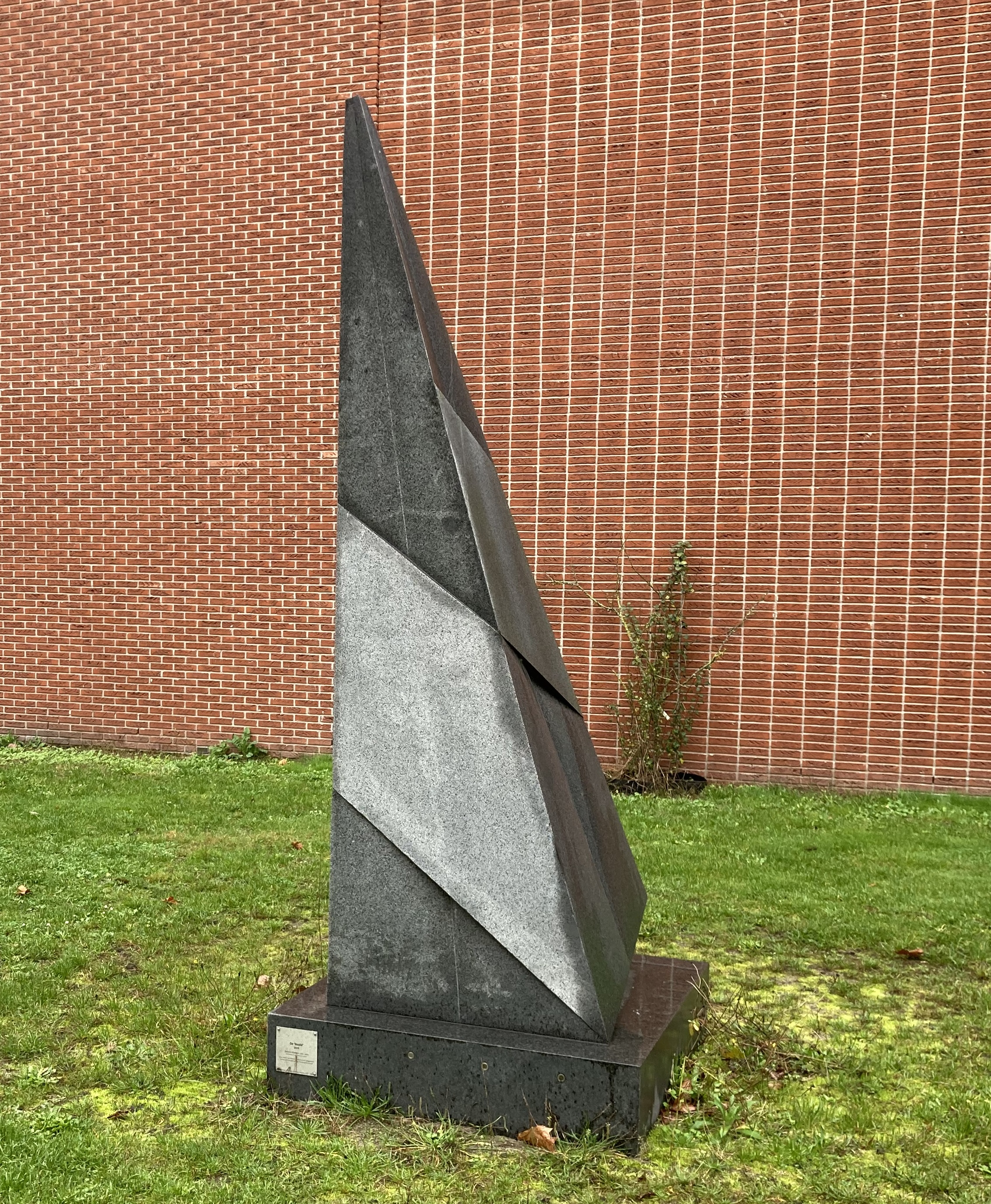
De Naald in Baarn